# La Riera de Gaià
La Riera de Gaià är en kommun i Spanien.   Den ligger i provinsen Província de Tarragona och regionen Katalonien, i den östra delen av landet, 400 km öster om huvudstaden Madrid. Antalet invånare är 1 691. Arean är 8,8 kvadratkilometer. La Riera de Gaià gränsar till El Catllar, La Nou de Gaià, Altafulla, Tarragonès och Vespella de Gaià. 
Terrängen i La Riera de Gaià är huvudsakligen platt.